# Canadian Hot 100
Die Canadian Hot 100 sind eine inoffizielle Hitparade für Kanada, erstellt vom US-amerikanischen Billboard-Magazin.

## Hintergrund
Wie die US Hot 100 für die Vereinigten Staaten werden auch die erfolgreichsten 100 Lieder jeder Woche in Kanada aus einer Auswertung von Verkaufs- und Airplayzahlen ermittelt. Dazu werden die offiziellen Download-Verkaufszahlen von Nielsen Soundscan und die Radiocharts von Nielsen BDS kombiniert. Die Singleverkäufe, die – anders als in Europa – in Nordamerika fast keine Rolle mehr spielen, werden nicht berücksichtigt.
Die Canadian Hot 100 sind die ersten Charts, die Billboard selbst für ein Land außerhalb der Vereinigten Staaten erstellt hat. Am 7. Juni 2007 gab es die erste Ausgabe mit dem ersten Nummer-eins-Hit Umbrella von Rihanna und Jay-Z. Die Datierung der Charts erfolgt analog zu den US Hot 100, die donnerstags veröffentlichten Charts tragen also das Datum des Samstags der darauffolgenden Woche (also Veröffentlichungstag plus neun Tage).
Die Canadian Hot 100 werden nicht im Auftrag von Music Canada (früher Canadian Recording Industry Association, CRIA), dem kanadischen Vertreter der IFPI, erstellt. Jedoch werden sie häufig zitiert, da die CRIA lange Zeit die Singleverkaufscharts fortführte, die nach dem Zusammenbruch des Singlemarkts in den 1990er Jahren aber immer weniger Aussagekraft hatten. Airplay- und später Downloadcharts wurden zwar separat veröffentlicht, aber erst seit Mai 2011 sind die Top 20 Digital Tracks die offiziellen kanadischen Singlecharts.

## Lieder Rekorde

### Einstieg als Nummer 1
- Crack a Bottle – Eminem, Dr. Dre & 50 Cent (21. Februar 2009)[2]
- Today Was a Fairytale – Taylor Swift (20. Februar 2010)[3]
- Wavin' Flag – Young Artists for Haiti (27. März 2010)[4]
- Not Afraid – Eminem (22. Mai 2010)[5]
- California Gurls – Katy Perry feat. Snoop Dogg (29. Mai 2010)[6]
- Hold It Against Me – Britney Spears (29. Januar 2011)[7]
- Born This Way – Lady Gaga (26. Februar 2011)[8]
- Part of Me – Katy Perry (3. März 2012)[9]
- Boyfriend – Justin Bieber (14. April 2012)[10]
- Hello – Adele (14. November 2015)[11]

## Künstler-Rekorde

### Meiste Nummer-1-Hits
1. Katy Perry (7)
2. Rihanna (6)
3. Britney Spears (5)
4. Lady Gaga, Pitbull (4)
5. Eminem, Flo Rida, The Black Eyed Peas und Timbaland (jeweils 3)